# Aqueel Bhatti
Aqueel Bhatti (* 12. Juni 1980 in Manchester) ist ein englischer Badmintonspieler. 

## Karriere
Aqueel Bhatti belegte bei den Slovak International 2004, Welsh International 2004, Bulgarian International 2004 und den Czech International 2004 jeweils Platz drei im Mixed. Bei allen Meisterschaften war er dabei mit Katie Litherland am Start. Auf nationaler Ebene erreichte er mit Rang fünf seine höchste Platzierung in den englischen Ranglisten. Bereits 2002 hatte er die Hertfordshire Open für sich entscheiden können.

## Referenzen
- Aqueel Bhatti beim Badminton-Weltverband
- examiner.co.uk (Memento vom 20. März 2012 im Internet Archive)
- tournamentsoftware.com

| Personendaten    | Personendaten               |
| ---------------- | --------------------------- |
| NAME             | Bhatti, Aqueel              |
| KURZBESCHREIBUNG | englischer Badmintonspieler |
| GEBURTSDATUM     | 12. Juni 1980               |
| GEBURTSORT       | Manchester                  |